# WD40 ponavljanje
WD40 ponavljanje (WD, beta-transducinsko ponavljanje) je kratak strukturni motiv od približno 40 aminokiselina, koji se često završava sa dipeptidom triptofan-aspartinska kiselina (W-D). Nekoliko ponavljanja ovog tipa se kombinuje da formira WD domen.

## Struktura
Proteini koji sadrže WD motiv imaju od 4 do 16 ponavljajućih jedinica, koje formiraju kružnu beta-propelersku strukturu.

## Funkcija
Proteini sa WD ponavljanjem su velika familija, koja je prisutna kod svih eukariota. Oni su implicirani u raznovrsne funkcije u opsegu od prenosa signala i transkripcione regulacije do kontrole ćelijskog ciklusa, autofagije i apoptoze. Zajednička funkcija svih ovih proteina je koordinacija multiproteinskih kompleksa, pri čemu ponavljajuće jedinice služe kao kruta osnova za proteinske interakcije. Specifičnost proteina je određena sekvencama izvan samih ponavljanja. Primeri ovakvih kompleksa su G proteini (beta podjedinica je beta-propeler), TAFII transkripcioni faktor, i E3 ubikvitinska ligaza.

## Primeri
Ljudski geni koji koriraju proteine sa ovim domenom su:-{
- AAAS, AAMP, AHI1, AMBRA1, APAF1, ARPC1A, ARPC1B, ATG16L1,
- BOP1, BRWD1, BRWD2, BRWD3, BTRC, BUB3,
- C6orf11, CDC20, CDC40, CDRT1, CHAF1B, CIAO1, CIRH1A, COPA, COPB2, CORO1A, CORO1B, CORO1C, CORO2A, CORO2B, CORO6, CORO7, CSTF1,
- DDB2, DENND3, DMWD, DMXL1, DMXL2, DNAI1, DNAI2, DNCI1, DTL,  DYNC1I1, DYNC1I2, EDC4,
- EED,  EIF3S2, ELP2, EML1, EML2, EML3, EML4, EML4-ALK, EML5, ERCC8,
- FBXW10, FBXW11, FBXW2, FBXW4, FBXW5, FBXW7, FBXW8, FBXW9, FZR1,
- GBL,  GEMIN5, GNB1, GNB1L, GNB2, GNB2L1, GNB3, GNB4, GNB5, GRWD1, GTF3C2,
- HERC1, HIRA, HZGJ,
- IFT122, IFT140, IFT172, IFT80, IQWD1,
- KATNB1, KIAA1336, KIF21A, KIF21B, KM-PA-2,
- LLGL1, LLGL2, LRBA, LRRK1, LRRK2, LRWD1, LYST,
- MAPKBP1, MED16, MORG1,
- NBEA, NBEAL1, NEDD1, NLE1, NSMAF, NUP37, NUP43, NWD1,
- PAAF1, PAFAH1B1, PAK1IP1, PEX7, PHIP, PIK3R4, PLAA, PLRG1, PPP2R2B, PPP2R2C, PPWD1, PREB, PRPF19, PRPF4, PWP1, PWP2,
- RAE1, RAPTOR, RBBP4, RBBP5, RBBP7, RFWD2, RFWD3, RRP9,
- SCAP, SEC13, SEC31A, SEC31B, SEH1L, SHKBP1, SMU1, SPAG16, SPG,  STRAP, STRN, STRN3, STRN4, STXBP5, STXBP5L,
- TAF5, TAF5L, TBL1X, TBL1XR1, TBL1Y, TBL2, TBL3, TEP1, THOC3, THOC6, TLE1, TLE2, TLE3, TLE4, TLE6, TRAF7, TSSC1, TULP4, TUWD12,
- UTP15, UTP18,
- WAIT1, WDF3, WDFY1, WDFY2, WDFY3, WDFY4, WDHD1, WDR1, WDR10, WDR12, WDR13, WDR16, WDR17, WDR18, WDR19, WDR20, WDR21A, WDR21C, WDR22, WDR23, WDR24, WDR25, WDR26, WDR27, WDR3, WDR31, WDR32, WDR33, WDR34, WDR35, WDR36, WDR37, WDR38, WDR4, WDR40A, WDR40B, WDR40C, WDR41, WDR42A, WDR42B, WDR43, WDR44, WDR46, WDR47, WDR48, WDR49, WDR5, WDR51A, WDR51B, WDR52, WDR53, WDR54, WDR55, WDR57, WDR59, WDR5B, WDR6, WDR60, WDR61, WDR62, WDR63, WDR64, WDR65, WDR66, WDR67, WDR68, WDR69, WDR7, WDR70, WDR72, WDR73, WDR74, WDR75, WDR76, WDR77, WDR78, WDR79, WDR8, WDR81, WDR82, WDR85, WDR86, WDR88, WDR89, WDR90, WDR91, WDR92, WDSOF1, WDSUB1, WDTC1, WSB1, WSB2,
- ZFP106

}-